# Synanthedon pseudoscoliaeforme
Synanthedon pseudoscoliaeforme is een vlinder uit de familie van de wespvlinders (Sesiidae). De wetenschappelijke naam van de soort is voor het eerst geldig gepubliceerd in 1992 door Spatenka & Arita.